# Mémorial du génocide de Cyanika
Le mémorial du génocide de Cyanika commémore le massacre de masse de Tutsi qui s'est déroulé en avril 1994 à Cyanika, ville du sud du Rwanda, dans le district de Nyamagabe, lors du Génocide des Tutsi au Rwanda.

## Histoire et emplacement
| \| 150 km1:3 445 000 \| Kibuye Gisenyi Bisesero Ntarama Kigali Nyamata Murambi Rusiga |
| 150 km1:3 445 000                                                                     |

| 150 km1:3 445 000 |

| Mémoriaux du génocide des Tutsis au Rwanda |
| (2018) Année d'inauguration                |

Le Mémorial du Génocide de Cyanika est l'un des nombreux sites au Rwanda dédiés à la mémoire des victimes du génocide de 1994, jouant un rôle crucial dans l'éducation des générations futures sur l'importance de la paix et de l'unité nationale.
Il est situé dans le district de Nyamagabe, près de Murambi au Rwanda. Ce site commémore les victimes du génocide perpétré contre les Tutsi en 1994. Inauguré en 2012 par Jeannette Kagame, le mémorial sert de lieu de recueillement et de mémoire pour honorer les milliers de Tutsi qui ont perdu la vie dans cette région.
Le mémorial abrite les restes de plus de 35 000 victimes, offrant un espace pour les survivants et les familles endeuillées afin de se souvenir et de réfléchir aux atrocités commises,.

Une visiteuse du mémorial témoigne:

« Je me sens très proche de mes sœurs et frères qui ont été tués ici, lorsque je viens au mémorial.
Lorsque je fais face à des problèmes, je trouve même refuge au mémorial, sachant que mes frères et sœurs font partie des morts. »

En octobre 2019, lors d'une cérémonie au mémorial de Cyanika, le ministre de la Justice, Johnston Busingye, a réaffirmé l'engagement du gouvernement à ne plus tolérer ceux qui dissimulent des informations sur les lieux où se trouvent les victimes du génocide, soulignant l'importance de la transparence et de la justice pour les familles des victimes.

## Histoire du massacre
Pendant le génocide, l'église catholique de Cyanika est devenue un lieu de massacre où de nombreux Tutsis qui y cherchaient refuge ont été tués.
Le mémorial comprend[réf. souhaitée] :
- Une crypte où sont conservés les restes des victimes
- Des expositions documentant les événements du génocide
- Des informations sur l'histoire des victimes de la région